# Африканская пустынная славка
Африканская пустынная славка (лат. Curruca deserti) — птица семейства славковых. Ранее считалась подвидом пустынной славки. В настоящее время установлено, что африканская и азиатская пустынные славки — разные виды.
Длина тела 11—12 см, масса тела 7—10 г. Оба пола выглядят одинаково. Бледно-жёлто-бурый верх и беловатый низ. Клюв и ноги желтоватые. Глаза жёлтые.
Африканская пустынная славка гнездится на севере и северо-западе Африки. Границы ареала — Атласские горы, Марокко, Мали, Нигер, Ливия. Птица не мигрирует, перелетает на близкие расстояния.
Гнездится в низких кустарниках. Откладывает от 2 до 5 яиц.